# طيران آسيا (الفلبين)
طيران آسيا الفلبين هي شركة طيران منخفضة التكلفة ومقرها في الفلبين  ومقر عملياتها الرئيسي في مطار ديوسدادو ماكاباجال الدولي.

## الأسطول

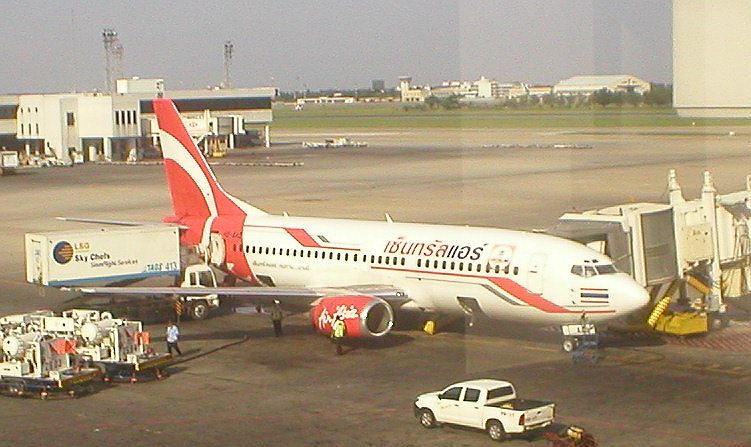
طائرة بوينغ 737-300 تابعة لطيران أسيا في مطار دون موينغ في بانكوك عام 2006

## وصلات خارجية
- الموقع الرسمي للشركة (بالإنجليزية)
- تفاصيل أسطول طيران اسيا (الفلبين) (بالإنجليزية)